# Percurso da Tocha pelas Forças de Segurança
O Percurso de Tocha pelas Forças de Segurança (orig. Law Enforcement Torch Run, LETR) enquanto campanha em benefício da Special Olympics começou em 1981, em Wichita, Kansas e é o maior movimento de base comunitária para recolha de fundos destinados ao Special Olympics.
O Percurso, conhecido no mundo anglo-saxónico pela sigla LETR, conta com a participação de 
Agentes da Polícia, assistentes de Xerife, pessoal de apoio, voluntários policiais e outros profissionais as forças de segurança de todo o globo.
Actualmente, perto de 90 mil profissionais de mais de 35 países participam neste esforço global para recolher meios financeiros e projecção para as Olimpíadas Especiais. Recentemente, o Percurso cresceu enquanto movimento em vários países da América Latina e está a expandir-se na China.
Em muitos níveis semelhante à Chama Olímpica, o Percurso consiste numa série de passagens de testemunho, habitualmente realizadas em conjunto ou em coordenação com iniciativas Special Oliympics (como os Jogos de Verão e os de Inverno). Enquanto transportam a chama, os agentes e os atletas são denominados por "Guardiões da Chama".
Num sentido mais vasto, o Percurso cobre todas as iniciativas especiais e actividades de recolha de fundos conduzidas pelas forças de segurança em prol da campanha: eventos "Tip-a-Cop", lavagens-auto, banhos gelados ("en:Polar Bear Plunges"), "Roof Sits" (trata-se de maratonas em que uma ou mais pessoas permanecem num telhado dia e noite), corridas de motociclos, recolha de fundos pela Internet, venda de equipamento promocional (t-shirts e bonés) e eventos mediáticos, entre outros.
Os Jogos Internacionais Special Olympics (en:Special Olympics World Games) têm lugar de dois em dois anos. Oportunidade para uma etapa especial do Percurso, a Etapa Final do Percurso ("Final Leg Run"). Durante esta Etapa Final, as forças de segurança e os atletas Special Olympics correm juntos com a Chama da Esperança (en:Flame of Hope) no país anfitrião, despertando a atenção do público. Culmina com o acendimento da Pira Olímpica na cerimónia de abertura dos Jogos.
Todos os anos, membros do Percurso convergem na Conferência Internacional do Percurso para trocar ideias e reunir esforços em rede.
Os participantes no Percurso auxiliam na difusão dos benefícios das Olimpíadas Especiais e de como o programa ajuda a definir os corajosos participantes enquanto atletas, e não pelas suas limitações. 